# تايغا (مدينة)
تايغا (بالروسية: Тайга́) هي إحدى مدن روسيا في مقاطعة كيمروفسكايا.